# Шахтовая гробница
Шахтовая гробница — тип погребального сооружения в виде узкой и глубокой шахты из каменной породы. Погребённые располагались на дне подобных шахт. Иногда по бокам от погребённого располагаются дополнительные камеры для подзахоронений.

## Микенская Греция
Широкое распространение на территории древней Греции шахтовые гробницы получили в среднеэлладский период, в особенности близ Микен, около 1650—1500 г. до н. э. Обычно эти гробницы, наполненные богатыми погребальными дарами (совершенно несвойственными более ранним захоронениям), относят к прибытию греческих вторженцев (или, согласно некоторым гипотезам, к их второй волне, поскольку первой могло быть возникновение элладской культуры в 22-23 вв. до н. э. Глубина шахтовых гробниц составляла около 4 метров. Покойника помещали в цисту (ящик) на дне вместе с богатыми погребальными дарами. Местонахождение гробницы иногда отмечала каменная стела.

## Месопотамия
Менее известны шахтовые царские гробницы Ура, относящиеся к 27 в. до н. э..